# Olympische Winterspiele 2010/Freestyle-Skiing – Aerials (Männer)
Der Aerials-Wettkampf der Männer bei den Olympischen Winterspielen 2010 fand am 22 und 25. Februar 2010 im Cypress Mountain statt. Es fanden eine Qualifikationsrunde und das Finale mit jeweils mit zwei Durchgängen statt. Am Start waren 24 Sportler. Im Finale konnte sich der Belarusse Aljaksej Hryschyn den Olympiasieg vor den US-Amerikaner Jeret Peterson und Liu Zhongqing aus der Volksrepublik China holen.

## Ergebnisse

### Qualifikation
| Rang | Athlet                  | Land               | 1. Durchgang | Rang | 2. Durchgang | Rang | Gesamtpunkte | Anmerkung |
| ---- | ----------------------- | ------------------ | ------------ | ---- | ------------ | ---- | ------------ | --------- |
| 001  | Jia Zongyang            | China              | 120,80       | 7    | 121,72       | 3    | 242,52       | Q         |
| 002  | Ryan St. Onge           | Vereinigte Staaten | 122,57       | 6    | 118,10       | 6    | 240,67       | Q         |
| 003  | Thomas Lambert          | Schweiz            | 114,58       | 11   | 123,75       | 1    | 238,33       | Q         |
| 004  | Dsmitryj Daschtschynski | Belarus            | 115,93       | 10   | 122,40       | 2    | 238,33       | Q         |
| 005  | Jeret Peterson          | Vereinigte Staaten | 119,47       | 8    | 117,87       | 7    | 237,34       | Q         |
| 006  | Warren Shouldice        | Kanada             | 122,79       | 5    | 113,14       | 10   | 235,93       | Q         |
| 007  | Aljaksej Hryschyn       | Belarus            | 123,01       | 4    | 111,26       | 12   | 234,27       | Q         |
| 008  | Steve Omischl           | Kanada             | 116,15       | 9    | 117,73       | 8    | 233,88       | Q         |
| 009  | Kyle Nissen             | Kanada             | 123,75       | 3    | 109,96       | 14   | 233,71       | Q         |
| 010  | Qi Guangpu              | China              | 108,60       | 14   | 121,68       | 4    | 230,28       | Q         |
| 011  | Liu Zhongqing           | China              | 124,78       | 2    | 104,89       | 17   | 229,67       | Q         |
| 012  | Zimafej Sliwez          | Belarus            | 110,63       | 13   | 111,28       | 11   | 221,91       | Q         |
| 013  | David Morris            | Australien         | 105,09       | 16   | 115,93       | 9    | 221,02       |           |
| 014  | Andreas Isoz            | Schweiz            | 103,76       | 17   | 110,42       | 13   | 214,18       |           |
| 015  | Anton Kuschnir          | Belarus            | 125,89       | 1    | 88,01        | 21   | 213,90       |           |
| 016  | Christian Hächler       | Schweiz            | 106,64       | 15   | 100,61       | 20   | 207,25       |           |
| 017  | Matt DePeters           | Vereinigte Staaten | 101,84       | 18   | 100,64       | 19   | 202,48       |           |
| 018  | Renato Ulrich           | Schweiz            | 81,86        | 23   | 118,55       | 5    | 200,41       |           |
| 019  | Stanislaw Krawtschuk    | Ukraine            | 90,93        | 19   | 106,46       | 15   | 197,39       |           |
| 020  | Dmitri Maruschtschak    | Russland           | 88,50        | 20   | 106,46       | 15   | 194,96       |           |
| 021  | Han Xiaopeng            | China              | 111,95       | 12   | 80,57        | 24   | 192,52       |           |
| 022  | Enwer Ablajew           | Ukraine            | 88,08        | 21   | 101,33       | 18   | 189,41       |           |
| 023  | Scotty Bahrke           | Vereinigte Staaten | 82,52        | 22   | 86,20        | 22   | 168,72       |           |
| 024  | Oleksandr Abramenko     | Ukraine            | 80,53        | 24   | 82,03        | 23   | 162,56       |           |

### Finale
| Rang | Athlet                  | Land               | 1. Durchgang | Rang | 2. Durchgang | Rang | Gesamtpunkte |
| ---- | ----------------------- | ------------------ | ------------ | ---- | ------------ | ---- | ------------ |
| 001  | Aljaksej Hryschyn       | Belarus            | 120,58       | 2    | 127,83       | 4    | 248,41       |
| 002  | Jeret Peterson          | Vereinigte Staaten | 118,59       | 5    | 128,62       | 3    | 247,21       |
| 003  | Liu Zhongqing           | China              | 119,91       | 3    | 122,62       | 6    | 242,53       |
| 004  | Ryan St. Onge           | Vereinigte Staaten | 115,27       | 8    | 124,66       | 5    | 239,93       |
| 005  | Kyle Nissen             | Kanada             | 126,92       | 1    | 112,39       | 11   | 239,31       |
| 006  | Jia Zongyang            | China              | 119,47       | 4    | 118,10       | 9    | 237,57       |
| 007  | Qi Guangpu              | China              | 115,38       | 7    | 119,47       | 8    | 234,85       |
| 008  | Steve Omischl           | Kanada             | 112,39       | 9    | 121,27       | 7    | 233,66       |
| 009  | Zimafej Sliwez          | Belarus            | 115,84       | 6    | 109,74       | 12   | 225,58       |
| 010  | Warren Shouldice        | Kanada             | 94,03        | 10   | 129,27       | 1    | 223,30       |
| 011  | Dsmitryj Daschtschynski | Belarus            | 86,95        | 12   | 128,73       | 2    | 215,68       |
| 012  | Thomas Lambert          | Schweiz            | 93,66        | 11   | 117,24       | 10   | 210,90       |